# Edgewater (hrabstwo Volusia)
Edgewater – miasto w Stanach Zjednoczonych, w stanie Floryda, w hrabstwie Volusia.